# تمبی (کهگیلویه)
تمبی (کهگیلویه)، روستایی از توابع بخش چرام شهرستان کهگیلویه در استان کهگیلویه و بویراحمد ایران است. شهرت روستای تمبی به خاطر قدمت بالای آن در میان روستاهای اطراف است. در انتهای دوره قاجار و تمام دوران پهلوی تمبی مرکز داد و ستد و عبور و مرور ایلات کهگیلویه و چرام بوده است. تاسیس مدرسه ابتدایی روستای تمبی به سال 1323 بر میگردد و بناهای تاریخی دیگری نیز مانند قلعه باستانی تمبی،امامزاده پیرکلخنگی،قنات باستانی ،گرمابه عمومی، مسجد و پاسگاه انتظامی نیز شهرت به خصوصی دارند.

## جمعیت
این روستا در دهستان الغچین قرار دارد و براساس سرشماری مرکز آمار ایران در سال ۱۳۸۵، جمعیت آن ۴۲۷ نفر (۸۵خانوار) بوده‌است.